# Goupia
Goupia es un género neotropical de plantas fanerógamas y el único miembro de la familia Goupiaceae. Tiene dos especies, que se encuentran en el norte tropical de Sudamérica. Comprende 4 especies descritas y de estas, solo 2 aceptadas.

## Descripción
Las especies de Goupia son de hoja perenne o semi-árbol de hoja perenne, árboles o arbustos . Goupia glabra formas raíces con contrafuerte. Las hojas están dispuestas en dos filas. La lámina de la hoja simple es coriácea, brillante y pinnada. El margen de la hoja es liso, raramente en las plantas más viejas, perforado. Las estípulas coriáceas son estrechas y muy largas.
La inflorescencia es axilar, de pie sobre un tallo consiste en una inflorescencia muy corta, racemosa parcial con brácteas . Las flores son hermafroditas, de simetría radial  con doble perianto . No es un disco anular proporcionado. Los  cinco sépalos están fusionados en su base. Los cinco pétalos libres, muy largos son de color amarillo y rojo en la base; el tercio superior se curva en la yema hacia abajo y permanece abierta en la floración en "s". El pequeño, y duro fruto es indehiscente, es un tubo de aspiración de dos aisladas bayas de fruta de hueso que contiene muchas semillas.

## Taxonomía
El género fue descrito por  Jean Baptiste Christophore Fusée Aublet y publicado en Histoire des Plantes de la Guiane Françoise 1: 295, pl. 116. 1775. La especie tipo es: Goupia glabra  Aubl.

## Especies aceptadas
A continuación se brinda un listado de las especies del género Goupia aceptadas hasta mayo de 2014, ordenadas alfabéticamente. Para cada una se indica el nombre binomial seguido del autor, abreviado según las convenciones y usos.
- Goupia glabra  Aubl.
- Goupia guatemalensis Lundell

El género estuvo previamente incluido en la familia  Celastraceae, en el orden Celastrales.